# Marat Gramow

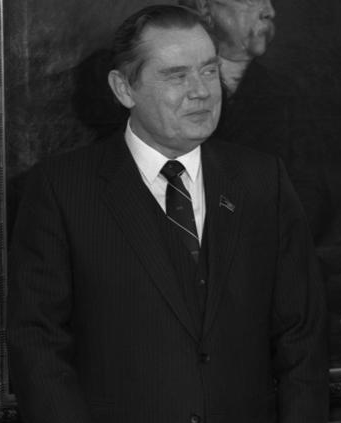
Marat Gramow, 1988

Marat Władimirowicz Gramow (ros. Марат Владимирович Грамов, ur. 27 listopada 1927 we wsi Bridino w obwodzie kalinińskim (twerskim), zm. 26 lutego 1998 w Moskwie) – radziecki polityk.

## Życiorys
W 1944 wcielony do Armii Czerwonej, 1948-1950 kierownik sektora i wydziału rejonowego komitetu Komsomołu w Kraju Stawropolskim, 1950 II sekretarz, a 1950-1953 I sekretarz rejonowego komitetu Komsomołu w Kraju Stawropolskim. Od 1951 w WKP(b), 1953-1955 kierownik działu redakcji krajowej gazety "Mołodoj Leniniec" w Stawropolu, 1955-1959 słuchacz Wyższej Szkoły Partyjnej w Saratowie, 1959-1960 redaktor rejonowej gazety "Znamia Oktiabria" w Kraju Stawropolskim. Następnie II sekretarz rejonowego komitetu KPZR, 1961-1964 kierownik działu życia partyjnego, zastępca redaktora i I zastępca redaktora krajowej gazety "Stawropolskaja Prawda". W latach 1964–1967 zastępca kierownika Wydziału Propagandy i Agitacji Komitetu Krajowego KPZR w Stawropolu, 1967-1974 instruktor i kierownik sektora Wydziału Propagandy KC KPZR, 1974-1983 zastępca kierownika Wydziału Propagandy KC KPZR, 1983-1986 przewodniczący Komitetu Kultury Fizycznej i Sportu przy Radzie Ministrów ZSRR. Jednocześnie 1983-1989 przewodniczący Komitetu Olimpijskiego ZSRR, od kwietnia 1986 do lipca 1989 przewodniczący Państwowego Komitetu ZSRR ds. Kultury Fizycznej i Sportu, 1986-1990 zastępca członka KC KPZR, od lipca 1989 na emeryturze. Deputowany do Rady Najwyższej ZSRR 11 kadencji. Pochowany na Cmentarzu Kuncewskim.

## Odznaczenia
- Order Czerwonego Sztandaru Pracy
- Order Przyjaźni Narodów
- Order „Znak Honoru”